# 楊博軒
楊博軒（1996年8月23日—），台灣男子羽毛球選手，2017年台北世大運混合團體金牌得主。現隸屬合作金庫羽球隊。

## 簡歷
楊博軒小學三年級開始接觸羽球，畢業於臺南市立南寧高級中學，在升讀國立體育大學後，才在中華民國104年度第1次全國羽球排名賽獲得乙組雙打亞軍，得以晉級甲組。
2016年3月，楊博軒與蘇敬恒合作出戰懷卡托羽毛球國際賽男子雙打項目，在決賽中以0比2的成績（20-22、10-21）不敵隊友兼頭號種子劉韋辰/楊博涵組合，屈居亞軍。11月，楊博軒與溫晧昀晉級馬來西亞羽毛球國際挑戰賽混合雙打決賽，最終以直落二（13-21、17-21）敗於馬來西亞組合吳順發/賴潔敏。
2017年1月，楊博軒/溫皓昀在第一次全國羽球排名賽奪得第三名，獲得2017年台北世大運選手培訓資格。同年6月，楊博軒代表中華台北出戰夏季世界大學運動會羽球比賽，在混合團體項目奪得金牌；在混合雙打賽事，楊博軒/溫皓昀則於8強賽遭馬來西亞的諾阿茲林/吳玥青擊敗。9月，楊博軒與林上凱搭配，在越南羽毛球大獎賽晉級準決賽後敗於印尼選手，止步四強。10月，楊博軒與楊景惇合作，代表台南市在全國運動會羽球比賽奪得混合雙打項目金牌。
2018年，楊博軒從亞柏羽球隊轉隊至合作金庫羽球隊，改與老將李勝木搭檔參加國際賽事，兩人在8月舉辦的越南羽毛球公開賽決賽不敵韓國老將高成炫/申白喆，獲得亞軍。隔周，楊博軒又分別與李勝木和吳玓蓉搭檔參加中華台北羽球公開賽的男雙和混雙項目。男雙賽事雖然止步八強，混雙項目卻爆冷晉級決賽，最終以0比2（15-21、11-21）不敵印尼選手，追平地主選手在該賽事混雙項目的最佳成績。
2019年起，楊博軒改與李哲輝搭檔。兩人在1月舉辦的全國羽球排名賽決賽擊敗土銀的李洋/王齊麟，楊博軒亦奪下個人在甲組排名賽首冠。3月，楊博軒/李哲輝在中國陵水羽毛球大師賽男雙決賽擊敗地主選手歐烜屹/任翔宇，奪下兩人國際賽首冠。
2022年5月，楊博軒/胡綾芳於馬來西亞大師賽首次打進超級500賽四強，面對世界第一的中國選手鄭思維/黃雅瓊，率先搶下賽末點後遭到逆轉而吞敗。而在幾個月後的海洛公開賽，楊博軒與李哲輝搭檔，在纏鬥三局之後不敵同樣來自臺灣的楊博涵/盧敬堯，奪得亞軍

### 終結四年冠軍荒，突破新搭檔最佳成績
在2023年世界羽聯世界巡迴賽與搭檔李哲輝表現不俗，在德國、奧爾良公開賽闖入四強，更在高雄大師賽奪下亞軍，但依舊無法終結冠軍荒。11月7日出戰2023年韓國羽毛球大師賽，在次輪2比1(14-21、23-21、21-16)驚險逆轉印尼新組合K·S·蘇卡穆約/R·希達亞特，八強三局(16-21、21-12、21-14)逆轉同胞張課琦/柏禮維，在四強直落二(21-19、21-18)橫掃擊敗世界冠軍姜敏赫/徐承宰，最終在決賽兩局(21-17、21-19)力壓奧運冠軍李洋/王齊麟，終結四年來的冠軍荒，也是和李哲輝合拍以來最佳成績。

## 主要比賽成績
| 年份   | 賽事                     | 公開賽級別 | 項目     | 搭檔   | 成績   |
| ------ | ------------------------ | ---------- | -------- | ------ | ------ |
| 2016年 | 懷卡托羽毛球國際賽       | 未來系列賽 | 男子雙打 | 蘇敬恒 | 亞軍   |
| 2016年 | 馬來西亞羽毛球國際挑戰賽 | 國際挑戰賽 | 混合雙打 | 温晧昀 | 亞軍   |
| 2017年 | 世界大學運動會羽毛球比賽 | 其他       | 混合團體 | －     | 金牌   |
| 2017年 | 越南羽毛球大獎賽         | 大獎賽     | 男子雙打 | 林上凱 | 準決賽 |
| 2018年 | 越南羽毛球公開賽         | 超級100賽  | 男子雙打 | 李勝木 | 亞軍   |
| 2018年 | 中華台北羽毛球公開賽     | 超級300賽  | 混合雙打 | 吳玓蓉 | 亞軍   |
| 2019年 | 中國陵水羽毛球大師賽     | 超級100賽  | 男子雙打 | 李哲輝 | 冠軍   |
| 2019年 | 波蘭羽毛球公開賽         | 國際挑戰賽 | 男子雙打 | 李哲輝 | 冠軍   |
| 2019年 | 芬蘭羽毛球公開賽         | 國際挑戰賽 | 男子雙打 | 李哲輝 | 準決賽 |
| 2019年 | 越南羽毛球國際挑戰賽     | 國際挑戰賽 | 男子雙打 | 李哲輝 | 準決賽 |
| 2019年 | 美國羽毛球公開賽         | 超級300賽  | 混合雙打 | 胡綾芳 | 準決賽 |
| 2019年 | 海得拉巴羽毛球公開賽     | 超級100賽  | 男子雙打 | 李哲輝 | 準決賽 |
| 2019年 | 秋田羽毛球大師賽         | 超級100賽  | 男子雙打 | 李哲輝 | 準決賽 |
| 2019年 | 越南羽毛球公開賽         | 超級100賽  | 男子雙打 | 李哲輝 | 準決賽 |
| 2019年 | 韓國羽毛球大師賽         | 超級300賽  | 混合雙打 | 胡綾芳 | 準決賽 |
| 2020年 | 泰國羽毛球大師賽         | 超級300賽  | 男子雙打 | 李哲輝 | 準決賽 |
| 2020年 | 泰國羽毛球大師賽         | 超級300賽  | 混合雙打 | 胡綾芳 | 準決賽 |
| 2022年 | 馬來西亞羽毛球大師賽     | 超級500賽  | 混合雙打 | 胡綾芳 | 準決賽 |
| 2022年 | 海洛羽球公開賽           | 超級300賽  | 男子雙打 | 李哲輝 | 亞軍   |
| 2022年 | 澳洲羽球公開賽           | 超級300賽  | 男子雙打 | 李哲輝 | 準決賽 |
| 2023年 | 德國羽球公開賽           | 超級300賽  | 男子雙打 | 李哲輝 | 準決賽 |
| 2023年 | 奧爾良羽球大師賽         | 超級300賽  | 男子雙打 | 李哲輝 | 準決賽 |
| 2023年 | 美國羽毛球公開賽         | 超級300賽  | 混合雙打 | 胡綾芳 | 準決賽 |
| 2023年 | 高雄羽球大師賽           | 超級100賽  | 男子雙打 | 李哲輝 | 亞軍   |
| 2023年 | 韓國羽毛球大師賽         | 超級300賽  | 男子雙打 | 李哲輝 | 冠軍   |
| 2024年 | 德國羽毛球公開賽         | 超級300賽  | 男子雙打 | 李哲輝 | 冠軍   |
| 2024年 | 法國羽毛球公開賽         | 超級750賽  | 男子雙打 | 李哲輝 | 亞軍   |
| 2024年 | 全英羽毛球公開賽         | 超級1000賽 | 男子雙打 | 李哲輝 | 準決賽 |
| 2024年 | 亞洲羽毛球錦標賽         | 其他       | 男子雙打 | 李哲輝 | 季軍   |
| 2024年 | 湯姆斯盃                 | 其他       | 男子團體 | －     | 季軍   |
| 2024年 | 新加坡羽球公開賽         | 超級750賽  | 混合雙打 | 胡綾芳 | 亞軍   |
| 2024年 | 高雄羽球大師賽           | 超級100賽  | 混合雙打 | 胡綾芳 | 亞軍   |
| 2024年 | 日本羽球公開賽           | 超級750賽  | 混合雙打 | 胡綾芳 | 準決賽 |
| 2024年 | 台北羽球公開賽           | 超級300賽  | 男子雙打 | 李哲輝 | 冠軍   |
| 2024年 | 台北羽球公開賽           | 超級300賽  | 混合雙打 | 胡綾芳 | 亞軍   |

| 2007-2017年 | 首要超級賽 | 超級賽 | 黃金大獎賽 | 大獎賽 | 國際挑戰賽 | 國際系列賽 | 未來系列賽 | 其他 |

| 2018-2026年 | 總決賽 | 超級1000賽 | 超級750賽 | 超級500賽 | 超級300賽 | 超級100賽 | 國際挑戰賽 | 國際系列賽 | 未來系列賽 | 其他 |

### 奧運會和世錦賽參賽紀錄
|          | 搭檔   | 2021 | 2022 | 2023 |
| -------- | ------ | ---- | ---- | ---- |
| 男子雙打 | 李哲辉 | 32強 | 32強 | 16強 |
|          |        |      |      |      |
| 混合雙打 | 胡綾芳 | －   | 32強 | 32強 |